# Sallustiano
Sallustiano est l'un des 22 rioni de Rome. Il est désigné dans la nomenclature administrative par le code R.XVII.

## Historique
Dans l'antiquité, les jardins de Lucullus et de Salluste s'étendaient ici. C'est à partir de 1887 que l'on construisit là une nouvelle zone résidentielle.
|  |  |

## Sites particuliers
- Basilique San Camillo de Lellis
- Église Santa Maria della Vittoria
- Église Sacro Cuore di Gesù
- Palais Montemartini, un hôtel 5 étoiles
- Villa Boncompagni Ludovisi (musée des Arts décoratifs)
- Villa Maccari, un palais néo-gothique situé dans le parc archéologique des Jardins de Salluste